# Avvistamenti di Gulf Breeze
Per avvistamenti di Gulf Breeze si intende una serie di avvistamenti di UFO che si sono verificati tra il novembre e il dicembre del 1987 a Gulf Breeze, una piccola città della Florida.

## Descrizione degli avvenimenti
La sera dell'11 novembre 1987 il costruttore edile Ed Walters stava lavorando nel suo studio quando la sua attenzione fu attirata da una luce proveniente dall'esterno. Si affacciò alla finestra e vide un oggetto luminoso, parzialmente nascosto da un albero di pino alto circa 9 metri. Secondo quanto ha raccontato successivamente, Walters uscì in strada per osservare meglio l'oggetto e vide che aveva una forma circolare ed emetteva una luce bluastra. Il costruttore corse a casa a prendere la macchina fotografica e scattò diverse foto. Il 17 novembre Walters si presentò al giornale locale, The Gulf Breeze Sentinel, raccontando la sua storia e mostrando alcune fotografie. Il giornale pubblicò un articolo.
La sera del 20 novembre Walters avvistò nuovamente lo stesso UFO, scattando diverse foto. Successivamente, durante la notte del 2 dicembre, il costruttore fu svegliato intorno alle 3,30 dal suo cane che abbaiava; si affacciò alla finestra e vide accanto alla porta di servizio un essere di piccola statura, con grandi occhi neri. Corse a prendere la macchina fotografica e vide che l'essere non c'era più, ma c'era il solito UFO, che fotografò ancora una volta.
Walters raccontò di avere visto ancora una volta l'UFO il 5 dicembre, stavolta nelle prime ore della mattina; il costruttore riferì che l'UFO atterrò in un luogo poco distante da casa sua e poi ripartì.
La notizia degli avvistamenti provocò un notevole clamore e molti altri abitanti di Gulf Breeze avvistarono degli UFO.
Le foto a colori scattate da Walters vennero pubblicate da una rivista ed attirarono l'attenzione degli ufologi. Il direttore del MUFON della Florida, Walter Andrus, inviò a Gulf Breeze alcuni investigatori dell'organizzazione. Dalle prime indagini risultò che Walters aveva la fama di una persona onesta. Uno psicologo, Dan Overlade, esaminò Walters e trovò che non soffriva di disturbi della personalità. Il costruttore si sottopose anche all'esame del poligrafo e lo superò.
A seguito delle indagini, il MUFON si convinse che Walters diceva la verità e che le foto erano autentiche. Un'altra importante associazione ufologica statunitense, il CUFOS, esaminò il caso e non riportò un'impressione positiva, per cui qualche mese dopo avanzò l'ipotesi che potesse trattarsi di un imbroglio.
Vista la risonanza del caso un editore, William Morrow, offrì a Walters 200000 $ per la realizzazione di un libro con la serie di foto e il suo racconto. Le foto di Walters vennero inviate per le analisi al dottor Robert Nathan, un esperto della NASA, che però non fu in grado di certificarne l'autenticità, pur non potendo dimostrare che erano false. Morrow decise così di cambiare il titolo del libro, che uscì nel marzo del 1990.
Nel luglio del 1988 Walters si rivolse a pagamento al fisico ottico Bruce Maccabee, che analizzò le foto e dichiarò che erano autentiche. Walters divenne una celebrità locale, rilasciò interviste a vari giornali e prese parte anche a programmi televisivi.

## Sviluppi successivi
Per sfuggire alla pressione di giornalisti e curiosi, Walters decise di trasferirsi e mise in vendita la casa, che restò vuota per un anno e poi fu comprata da una coppia di coniugi.
Nel 1990, circa tre mesi dopo il suo trasferimento, il nuovo proprietario Robert Menzer trovò in un'intercapedine della soffitta un modellino di UFO, realizzato con quattro piatti, un pezzo di tubo e un film plastico di colore blu; il tutto era rivestito con una carta da progetti colore arancione, con dei buchi che simulavano delle finestrelle. Il modellino era molto simile a quello ritratto nelle foto di Walters. Menzer raccontò la cosa a un giornalista, che pubblicò la notizia. Lo scettico Philip J. Klass accertò che la carta da progetti era proprio di Walters, in quanto riportava lo schema di un progetto di casa da lui realizzato.
Walters si difese affermando che il modello era stato realizzato e collocato nella soffitta dai debunkers che volevano screditarlo; quanto alla sua carta da progetti, era possibile che gli fosse stata rubata dal cestino dei rifiuti.
In seguito alla scoperta del modellino, anche il MUFON sollecitò un nuovo esame delle foto, che venne affidato all'esperto forense William Hyzer, che dichiarò che le foto erano false. Il fisico Bruce Maccabee ha continuato però a difendere l'autenticità delle foto di Walters.

## Commenti sulla vicenda
L'investigatore Jerry Black ha chiarito che a suo parere il MUFON è caduto in errore ed è stato ingannato da Walters perché ha affidato il caso ad investigatori principianti. Black ritiene inoltre poco credibile l'ipotesi del complotto contro Walters, perché il nuovo proprietario della casa ha trovato casualmente il modellino di UFO mentre cercava il rubinetto centrale dell'acqua, che invece si trovava in giardino; se ne avesse conosciuto l'ubicazione esatta, probabilmente non avrebbe eseguito la ricerca nell'intercapedine della soffitta e non avrebbe trovato il modellino. Secondo Black, un debunker non nasconderebbe qualcosa in un posto dove non possa essere ritrovato facilmente. Black ha ipotizzato che Walters possa avere realizzato più modellini e in questo caso era facile dimenticarsi di uno di essi.
Alcuni ufologi pensano tuttavia che gli avvistamenti di Gulf Breeze non possano spiegarsi semplicemente con la falsificazione da parte di Walters, perché numerose altre persone in città hanno riferito di avere avvistato UFO nello stesso periodo.